# Dankvart Dreyer
Dankvart Christian Magnus Dreyer (født 13. juni 1816 i Assens, død 4. november 1852 Barløse ved Assens) var en dansk maler.

## Liv og gerning
Han var søn af købmand Jørgen Christian Dreyer (død 1823) og dennes 3. hustru, Caroline Dorthea født Møller. Dankvart Dreyer kom i 1832 til København for at uddanne sig til maler ved Kunstakademiet. Først tiltrak figurmaleriet ham. Han vandt i 1834 den lille og i 1837 den store sølvmedalje og ind imellem en pengepræmie for en modelfigur. Han konkurrerede to gange om guldmedaljen.
I de første år udstillede han portrætter og historiebilleder, men fra 1841 malede han udelukkende landskabsmalerier og viste sig som en lovende kunstner. Da han døde ung og selvkritisk, har han ikke malet meget og kendes bedst for det store oliemaleri Parti med udsigt til Wedellsborg Skove i Fyn (1844) i Den Kongelige Malerisamling. Storladenhed i motivet mødes her med den svage kolorit, som han trods al flid og talent ikke kunne frigøre sig for. Modløshed svækkede hans kraft, så han aldrig nåede udenlands.
En tyfusepidemi bortrev ham efter længere tids svagelighed, der næredes ved den tungsindighed, hvoraf han led. Han døde 4. november 1852 i Barløse ved Assens i et lille bolsted, som han havde købt for at kunne leve tilbagetrukket. Han var ugift, men havde sin moder og ældre søster hos sig.
Han er begravet på Assens kirkegård.

## Billeder
| - Værker af Dankvart Dreyer - Åben plads i en skov, ca. 1838 - Solfyldt plet i skoven, ca. 1839 - Udsigt mod Ørbæk præstegård og kirke, 1839 - Marsk Stigs forladte døtre, 1839 - Vej over bakker, ca. 1841 - Koret i Assens Kirke, 1840-41 - Stensætning på øen Brandsø, efter 1842 - Vestkysten af Jylland ved Bovbjerg, 1843 40,2 x 28,5 cm, Den Hirschsprungske Samling - Munkemølle i Odense, ca. 1844 - Efterårsdag ved Odense Å. Sankt Knuds Kirke set fra Blegepladsen, ca. 1844 - Ligkapellet ved Frue Kirke i Odense, 1844 - Studier af forskellige blomster, bl.a. valmuer, 1840'erne - Filip 4. af Spanien. Efter Rubens, ukendt dato |